# Nevin Çokay
Nevin Çokay (Estambul, 1930 - Foça, 24 de julio de 2012) fue una pintora turca.

## Biografía
Aunque nació en Estambul, Çokay pasó parte de su infancia en diferentes regiones de Turquía. En 1947, empezó a ir al estudio de Bedri Rahmi Eyüboğlu en la Academia de Bellas Artes de Estambul, cuando acabó en 1953. Se unió al Grupo de los Diez. Su primera exposición fue en la Galería "Maya" en Estambul en 1953. Entre 1950 y 1953, fue miembro de la Coro Estatal de música folclórica turca bajo la dirección de Nedim Otyam. Además de su participación en conciertos y arreglos folclóricos, también trabajó como artista de voz y actuó en la película Yurda Dönüş.
Después de 1954, Çokay se dedicó por completo a la pintura. Sus pinturas fueron expuestas en el Museo Nacional de Arte y Escultura y en la Bienal para Jóvenes de Artistas de Paris. En 1961 fue el segundo premio del Festival de Arte de Estambul. En 1979 fue invitado a los Países Bajos donde sus pinturas fueron expuestas en diferentes museos del país durante un año. Sus pinturas se encuentran en colecciones públicas y privadas de Alemania y los Países Bajos, en el Museo Estatal de Arte y Escultura de Estambul, el Ministerio de Cultura y Turismo, la administración de la ciudad de Estambul, la Universidad de Estambul y la Umjetnicka Galerij en la antigua Yugoslavia. 
Çokay trabajó 17 años como profesora de arte e historia del arte en escuelas secundarias y pasó diez años dando clases privadas de pintura en diferentes estudios de galería. En los últimos años de su vida, trabajó en su estudio privado en Foça, provincia de Esmirna.